# Copa Libertadores da América de 1970
A Taça Libertadores da América de 1970 foi a 11.ª edição do torneio, vencida pelo Estudiantes de La Plata, da Argentina, que sagrou-se tricampeão derrotando outro tricampeão de então, o Peñarol, do Uruguai.
O Brasil não inscreveu times nessa edição da competição, como já fizera em 1966 e 1969, alegando insatisfação com o calendário do torneio, que no entender da CBD, prejudicava a preparação da Seleção Brasileira para a Copa do Mundo de 1970 e a excessiva violência dos adversários, que colocava em risco a integridade física de seus atletas. Os representantes do Brasil seriam o Palmeiras pelo Campeonato Brasileiro de 1969 e o Grêmio Maringá pelo Torneio dos Campeões de 1969. 
Como curiosidade, esta edição detém até hoje a maior goleada de todas as Libertadores, no jogo em que o Peñarol, do Uruguai, venceu o Valencia, da Venezuela, por 11-2.

## Equipes classificadas
| País                                  | Equipe               | Cidade       | Classificação                                  | Títulos              | Participação |
| ------------------------------------- | -------------------- | ------------ | ---------------------------------------------- | -------------------- | ------------ |
| Argentina · (2 vagas + atual campeão) | Estudiantes          | La Plata     | Campeão da Copa Libertadores                   | 2 (1968, 1969)       | 3ª           |
| Argentina · (2 vagas + atual campeão) | Boca Juniors         | Buenos Aires | Campeão do Campeonato Argentino de 1969        | 0 (não possui)       | 4ª           |
| Argentina · (2 vagas + atual campeão) | River Plate          | Buenos Aires | Vice-campeão do Campeonato Argentino de 1969   | 0 (não possui)       | 3ª           |
| Bolívia · (2 vagas)                   | Universitario        | La Paz       | Campeão do Campeonato Boliviano de 1969        | 0 (não possui)       | 1ª           |
| Bolívia · (2 vagas)                   | Bolívar              | La Paz       | Vice-campeão do Campeonato Boliviano de 1969   | 0 (não possui)       | 3ª           |
| Chile · (2 vagas)                     | Universidad de Chile | Santiago     | Campeão do Campeonato Chileno de 1969          | 0 (não possui)       | 6ª           |
| Chile · (2 vagas)                     | Rangers              | Talca        | Vice-campeão do Campeonato Chileno de 1969     | 0 (não possui)       | 1ª           |
| Colômbia · (2 vagas)                  | Deportivo Cali       | Cali         | Campeão do Campeonato Colombiano de 1969       | 0 (não possui)       | 3ª           |
| Colômbia · (2 vagas)                  | América de Cali      | Cali         | Vice-campeão do Campeonato Colombiano de 1969  | 0 (não possui)       | 1ª           |
| Equador · (2 vagas)                   | LDU Quito            | Quito        | Campeão do Campeonato Equatoriano de 1969      | 0 (não possui)       | 1ª           |
| Equador · (2 vagas)                   | América              | Quito        | Vice-campeão do Campeonato Equatoriano de 1969 | 0 (não possui)       | 1ª           |
| Paraguai · (2 vagas)                  | Guaraní              | Assunção     | Campeão do Campeonato Paraguaio de 1969        | 0 (não possui)       | 5ª           |
| Paraguai · (2 vagas)                  | Olimpia              | Assunção     | Vice-campeão do Campeonato Paraguaio de 1969   | 0 (não possui)       | 6ª           |
| Peru · (2 vagas)                      | Universitario        | Lima         | Campeão do Campeonato Peruano de 1969          | 0 (não possui)       | 6ª           |
| Peru · (2 vagas)                      | Defensor Arica       | Lima         | Vice-campeão do Campeonato Peruano de 1969     | 0 (não possui)       | 1ª           |
| Uruguai · (2 vagas)                   | Nacional             | Montevidéu   | Campeão do Campeonato Uruguaio de 1969         | 0 (não possui)       | 7ª           |
| Uruguai · (2 vagas)                   | Peñarol              | Montevidéu   | Vice-campeão do Campeonato Uruguaio de 1969    | 3 (1960, 1961, 1966) | 10ª          |
| Venezuela · (2 vagas)                 | Deportivo Galicia    | Caracas      | Campeão do Campeonato Venezuelano de 1969      | 0 (não possui)       | 4ª           |
| Venezuela · (2 vagas)                 | Valencia             | Valencia     | Vice-campeão do Campeonato Venezuelano de 1969 | 0 (não possui)       | 1ª           |

## Fase de grupos

### Grupo 1
| Equipe        | Pts | J | V | E | D | GP | GC | SG  |
| ------------- | --- | - | - | - | - | -- | -- | --- |
| Boca Juniors  | 11  | 6 | 5 | 1 | 0 | 14 | 4  | +10 |
| River Plate   | 7   | 6 | 3 | 1 | 2 | 15 | 6  | +9  |
| Bolívar       | 4   | 6 | 1 | 2 | 3 | 7  | 9  | -2  |
| Universitario | 2   | 6 | 0 | 2 | 4 | 2  | 19 | -17 |

|               | BOC | BOL | RIV | ULP |
| ------------- | --- | --- | --- | --- |
| Boca Juniors  | –   | 2-0 | 2-1 | 4-0 |
| Bolívar       | 2-3 | –   | 1–1 | 2-0 |
| River Plate   | 1-3 | 1-0 | –   | 9-0 |
| Universitario | 0-0 | 2-2 | 0-2 | –   |

| 15 de fevereiro | Universitario     | 2 – 2 | Bolívar          | Hernando Siles, La Paz              |
|                 | Parada · Ferreira |       | Cayo · Schettina | Público: 4 000 Árbitro: BOL A. Daza |

| 17 de fevereiro | River Plate  | 1 - 3 | Boca Juniors               | El Monumental, Buenos Aires                 |
|                 | Enzo Gennoni |       | Jorge Coch · Aldo Villagra | Público: 55 000 Árbitro: ARG Luis Pestarino |

| 22 de fevereiro | Bolívar      | 2 - 3 | Boca Juniors                        | Hernando Siles, La Paz                      |
|                 | Gómez · Rada |       | Ángel Clemente Rojas · Hugo Curioni | Público: 35 000 Árbitro: PAR Isidro Ramírez |

| 26 de fevereiro | Universitario | 0 - 0 | Boca Juniors | Hernando Siles, La Paz                     |
|                 |               |       |              | Público: 35 000 Árbitro: CHI Carlos Robles |

| 1 de março | Universitario | 0 - 2 | River Plate            | Hernando Siles, La Paz                          |
|            |               |       | Trebucq · Enzo Gennoni | Público: 30 000 Árbitro: URU Armando Pena Rocha |

| 5 de março | Bolívar  | 1 - 1 | River Plate | Hernando Siles, La Paz                          |
|            | Tercilla |       | Montivero   | Público: 30 000 Árbitro: URU Armando Pena Rocha |

| 7 de março | Boca Juniors                                | 4 - 0 | Universitario | La Bombonera, Buenos Aires                       |
|            | Savoy · Ángel Clemente Rojas · Omar Larrosa |       |               | Público: 38 000 Árbitro: COL Guillermo Velásquez |

| 11 de março | River Plate                                  | 9 - 0 | Universitario | El Monumental, Buenos Aires               |
|             | Oscar Más · Daniel Onega · Merlo · Montivero |       |               | Público: 40 000 Árbitro: PER César Orozco |

| 12 de março | Boca Juniors                 | 2 - 0 | Bolívar | La Bombonera, Buenos Aires                |
|             | Savoy · Ángel Clemente Rojas |       |         | Público: 25 000 Árbitro: CHI Jorge Cruzat |

| 15 de março | River Plate  | 1 - 0 | Bolívar | El Monumental, Buenos Aires                |
|             | Daniel Onega |       |         | Público: 25 000 Árbitro: URU Ramón Barreto |

| 19 de março | Boca Juniors         | 2 - 1 | River Plate  | La Bombonera, Buenos Aires                    |
|             | Omar Larrosa · Savoy |       | Daniel Onega | Público: 55 000 Árbitro: ARG Roberto Barreiro |

| 19 de março | Bolívar                | 2 - 0 | Universitario | Hernando Siles, La Paz                     |
|             | Ramíro Blacutt · Costa |       |               | Público: 28 000 Árbitro: BOL Arturo Ortubé |

### Grupo 2

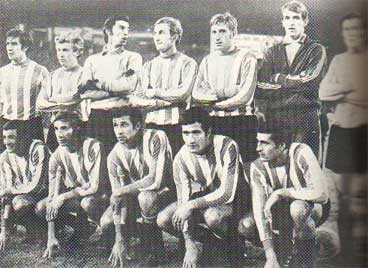
O clube argentino Estudiantes de La Plata venceu a Copa Libertadores da América de 1970

| Equipe            | Pts | J | V | E | D | GP | GC | SG  |
| ----------------- | --- | - | - | - | - | -- | -- | --- |
| Nacional          | 10  | 6 | 4 | 2 | 0 | 13 | 3  | +10 |
| Peñarol           | 9   | 6 | 3 | 3 | 0 | 17 | 4  | +13 |
| Valencia          | 5   | 6 | 2 | 1 | 3 | 9  | 18 | -9  |
| Deportivo Galicia | 0   | 6 | 0 | 0 | 6 | 2  | 16 | -14 |

|                   | DGA | NAC | PEN | VAL  |
| ----------------- | --- | --- | --- | ---- |
| Deportivo Galicia | –   | 0-4 | 0-1 | 0-2  |
| Nacional          | 2-0 | –   | 1–1 | 1-0  |
| Peñarol           | 4-1 | 0-0 | –   | 11-2 |
| Valencia          | 2-1 | 2-5 | 0-0 | –    |

| 15 de fevereiro | Deportivo Galicia | 0 - 2 | Carabobo           | Olímpico, Caracas                             |
|                 |                   |       | Salles · Lovizutto | Público: 12 000 Árbitro: VEN Sérgio Chechelev |

| 15 de fevereiro | Nacional            | 1 - 1 | Peñarol       | Estádio Centenário, Montevidéu                   |
|                 | Júlio César Morales |       | Ermindo Onega | Público: 60 000 Árbitro: URU Angel Eduardo Pazos |

| 21 de fevereiro | Deportivo Galicia | 0 - 4 | Nacional                                            | Olímpico, Caracas                        |
|                 |                   |       | Montero Castillo · Ancheta · Morales · Modesto Díaz | Público: 9 000 Árbitro: COL Omar Delgado |

| 22 de fevereiro | Carabobo | 0 - 0 | Peñarol | Misael Delgado                                  |
|                 |          |       |         | Público: 12 000 Árbitro: PAR José Dimas Larrosa |

| 25 de fevereiro | Carabobo      | 2 - 5 | Nacional                      | Misael Delgado                            |
|                 | Salles · Díaz |       | Morales · Luis Artime · Celio | Público: 10 000 Árbitro: PER César Orozco |

| 27 de fevereiro | Deportivo Galicia | 0 - 1 | Peñarol       | Olímpico, Caracas                                |
|                 |                   |       | Ermindo Onega | Público: 10 000 Árbitro: COL Guillermo Velásquez |

| 3 de março | Carabobo                  | 3 - 1 | Deportivo Galicia | Misael Delgado                                |
|            | Zezinho · Leio · Glasmann |       | Langón            | Público: 16 000 Árbitro: VEN Sérgio Chechelev |

| 6 de março | Peñarol | 0 - 0 | Nacional | Estádio Centenário, Montevidéu               |
|            |         |       |          | Público: 45 000 Árbitro: URU Alejandro Otero |

| 10 de março | Peñarol                         | 4 - 1 | Deportivo Galicia | Estádio Centenário, Montevidéu            |
|             | Rocha · Spencer · Ermindo Onega |       | Maldonado         | Público: 15 000 Árbitro: PER Erwin Hieger |

| 12 de março | Nacional | 1 - 0 | Carabobo | Estádio Centenário, Montevidéu            |
|             | Ancheta  |       |          | Público: 18 000 Árbitro: PER Erwin Hieger |

| 15 de março | Peñarol                                               | 11 - 2 | Carabobo          | Estádio Centenário, Montevidéu |
|             | Rocha · Spencer · Losada · E. Onega · Acuña · Caceres |        | Lovizuto · Salles |                                |

| 16 de março | Nacional | 2 - 0 | {Futebol Deportivo Galicia} |  |
|             |          |       |                             |  |

|gols1  =Mamelli  
|gols2  =
|estadio=Estádio Centenário, Montevidéu
|público=5 000
|arbitro=CHI Rafael Hormazábal
}}

### Grupo 3
| Time                 | Pts | J  | V | E | D | GP | GC | SG  |
| -------------------- | --- | -- | - | - | - | -- | -- | --- |
| Guaraní              | 15  | 10 | 5 | 5 | 0 | 12 | 4  | +8  |
| Universidad de Chile | 13  | 10 | 5 | 3 | 2 | 19 | 11 | +8  |
| Deportivo Cali       | 12  | 10 | 5 | 2 | 3 | 18 | 16 | +2  |
| Olimpia              | 12  | 10 | 4 | 4 | 2 | 19 | 11 | +8  |
| América de Cali      | 5   | 10 | 1 | 3 | 6 | 12 | 22 | -10 |
| Rangers              | 3   | 10 | 1 | 1 | 8 | 11 | 27 | -16 |

|                      | ACA | DCA | GUA | OLI | RAN | UCH |
| -------------------- | --- | --- | --- | --- | --- | --- |
| América de Cali      | –   | 2-4 | 2-2 | 1-1 | 1-0 | 2-2 |
| Deportivo Cali       | 4-2 | –   | 0-0 | 0-1 | 3-2 | 2-0 |
| Guaraní              | 4-1 | 1-1 | –   | 1-0 | 2-0 | 1-0 |
| Olimpia              | 1-0 | 5-1 | 0-0 | –   | 5-1 | 1-1 |
| Rangers              | 2-0 | 0-2 | 0-1 | 4-4 | –   | 1-7 |
| Universidad de Chile | 2-1 | 3-1 | 0-0 | 2-1 | 2-1 | –   |

### Grupo 4
| Equipe           | Pts | J | V | E | D | GP | GC | SG  |
| ---------------- | --- | - | - | - | - | -- | -- | --- |
| Universitario    | 9   | 6 | 4 | 1 | 1 | 11 | 4  | +7  |
| LDU Quito        | 7   | 6 | 3 | 1 | 2 | 10 | 6  | +4  |
| Defensor Arica   | 5   | 6 | 1 | 3 | 2 | 5  | 6  | -1  |
| América de Quito | 3   | 6 | 1 | 1 | 4 | 4  | 14 | -10 |

|                  | AEQ | DAR | LDU | UNI |
| ---------------- | --- | --- | --- | --- |
| América de Quito | –   | 1-1 | 1-3 | 0-3 |
| Defensor Arica   | 0-1 | –   | 0-0 | 1-1 |
| LDU Quito        | 4-1 | 1-2 | –   | 2-0 |
| Universitario    | 2-0 | 2-1 | 2-0 | –   |

## Segunda fase

### Grupo 1
| Equipe        | Pts | J | V | E | D | GP | GC | SG |
| ------------- | --- | - | - | - | - | -- | -- | -- |
| River Plate   | 7   | 4 | 3 | 1 | 0 | 9  | 5  | +4 |
| Boca Juniors  | 5   | 4 | 2 | 1 | 1 | 5  | 3  | +2 |
| Universitario | 0   | 4 | 0 | 0 | 4 | 5  | 11 | -6 |

|               | BOC | RIV | UNI |
| ------------- | --- | --- | --- |
| Boca Juniors  | –   | 1-1 | 1-0 |
| River Plate   | 1-0 | –   | 5-3 |
| Universitario | 1-3 | 1-2 | –   |

### Grupo 2
| Equipe    | Pts | J | V | E | D | GP | GC | SG |
| --------- | --- | - | - | - | - | -- | -- | -- |
| Peñarol   | 6   | 4 | 3 | 0 | 1 | 6  | 4  | +2 |
| Guaraní   | 3   | 4 | 1 | 1 | 2 | 3  | 3  | 0  |
| LDU Quito | 3   | 4 | 1 | 1 | 2 | 4  | 6  | -2 |

|           | GUA | LDU | PEN |
| --------- | --- | --- | --- |
| Guaraní   | –   | 1-1 | 2-0 |
| LDU Quito | 1-0 | –   | 1-3 |
| Peñarol   | 1-0 | 2-1 | –   |

### Grupo 3
| Time                 | Pts | J | V | E | D | GP | GC | SG |
| -------------------- | --- | - | - | - | - | -- | -- | -- |
| Universidad de Chile | 4   | 3 | 2 | 0 | 1 | 5  | 3  | +2 |
| Nacional             | 2   | 3 | 1 | 0 | 2 | 3  | 5  | -2 |

| Data           | Partida              | Partida | Partida              | Cidade       |
| -------------- | -------------------- | ------- | -------------------- | ------------ |
| 15/04          | Universidad de Chile | 3-0     | Nacional             | Santiago     |
| 25/04          | Nacional             | 2-0     | Universidad de Chile | Montevidéu   |
| Jogo Desempate |                      |         |                      |              |
| 28/04          | Universidad de Chile | 2-1     | Nacional             | Porto Alegre |

## Semi-final

### Chave A
| Time                 | Pts | J | V | E | D | GP | GC | SG |
| -------------------- | --- | - | - | - | - | -- | -- | -- |
| Peñarol              | 3   | 3 | 1 | 1 | 1 | 4  | 3  | +1 |
| Universidad de Chile | 3   | 3 | 1 | 1 | 1 | 3  | 4  | -1 |

Jogo de ida
| 8 de maio | Universidad de Chile | 1 - 0 | Peñarol | Nacional, Santiago                          |
|           | Pedro Araya          |       |         | Público: 72 990 Árbitro: EQU Eduardo Rendón |

Jogo de volta
| 12 de maio | Peñarol                         | 2 - 0 | Universidad de Chile | Estádio Centenario, Montevidéu            |
|            | Ermindo Onega · Alberto Spencer |       |                      | Público: 45 000 Árbitro: COL Omar Delgado |

Jogo de desempate
| 14 de maio | Peñarol                               | 2 - 2 | Universidad de Chile | Juan Domingo Perón, Avellaneda           |
|            | Solari · Juan Ramón Verón · Echecopar |       | Oscar Mas            | Público: 5 000 Árbitro: PER César Orozco |

### Chave B
| Time        | Pts | J | V | E | D | GP | GC | SG |
| ----------- | --- | - | - | - | - | -- | -- | -- |
| Estudiantes | 4   | 2 | 2 | 0 | 0 | 4  | 1  | +3 |
| River Plate | 0   | 2 | 0 | 0 | 2 | 1  | 4  | -3 |

Jogo de ida
| 7 de maio | River Plate | 0 - 1 | Estudiantes      | El Monumental, Buenos Aires                     |
|           |             |       | Juan Ramón Verón | Público: 50 000 Árbitro: ARG Miguel A. Comesana |

Jogo de volta
| 15 de maio | Estudiantes                           | 3 - 1 | River Plate | Jorge Luis Hirschi, La Plata                  |
|            | Solari · Juan Ramón Verón · Echecopar |       | Oscar Mas   | Público: 40 000 Árbitro: ARG Roberto Barreiro |

## Final
| Time        | Pts | J | V | E | D | GP | GC | SG |
| ----------- | --- | - | - | - | - | -- | -- | -- |
| Estudiantes | 3   | 2 | 1 | 1 | 0 | 1  | 0  | +1 |
| Peñarol     | 1   | 2 | 0 | 1 | 1 | 0  | 1  | -1 |

Jogo de ida
| 21 de maio | Estudiantes    | 1 – 0     | Peñarol | Jorge Luis Hirschi, La Plata               |
|            | Néstor Togneri | Relatório |         | Público: 40 000 Árbitro: CHI Carlos Robles |

Jogo de volta
| 27 de maio | Peñarol | 0 − 0     | Estudiantes | Estádio Centenario, Montevidéu                  |
|            |         | Relatório |             | Público: 60 000 Árbitro: PAR José Dimas Larrosa |

| Libertadores 1970               |
| ------------------------------- |
| ESTUDIANTES Campeão (3º título) |